# 小林秀夫
小林 秀夫（こばやし ひでお、1961年4月14日 - ）は、日本の実業家。元株式会社あいちフィナンシャルグループ代表取締役副社長、元株式会社中京銀行代表取締役頭取。

## 人物・経歴
1961年4月14日、三重県生まれ。1984年3月、立教大学経済学部卒業。同年4月、中京相互銀行（現・中京銀行）入行。
2004年5月、弥富支店長、2006年1月、岡崎支店長、2008年5月、営業統括部 営業店支援グループ推進役、2009年7月、営業統括部 営業店支援グループ 主席推進役、2010年7月、八熊支店長、2012年5月、浄心支店長、2013年5月、東京支店長 兼 東京事務所長、2015年5月、営業統括部部長、2015年6月、執行役員 名古屋営業第三本部長を歴任。
2017年6月、取締役執行役員 営業統括部長、2019年5月、取締役執行役員、2019年6月、取締役常務執行役員を歴任。
2021年4月、代表取締役頭取に就任。
2022年10月には中京銀行と愛知銀行の共同持株会社として発足した、あいちフィナンシャルグループの代表取締役副社長に就任した。
2025年1月1日付で、中京銀行頭取及びあいちFG副社長及び両代表取締役を辞任し、あいち銀行発足後は離れる予定。